# Lapton daemon
Lapton daemon là một loài tò vò trong họ Ichneumonidae.